# 16227 Emilykang
16227 Emilykang este o planetă minoră (asteroid), cu un diametru de 5,741 km, din centura de asteroizi. A fost descoperită pe 29 februarie 2000 la Experimental Test Site⁠(d) de Lincoln Near-Earth Asteroid Research. 
Obiectul prezintă o orbită caracterizată de o semiaxă mare de 2,8769125 UAi, o excentricitate de 0,08, o înclinație de 0,95245 ° în raport cu ecliptica.